# Sonora (Kalifornia)

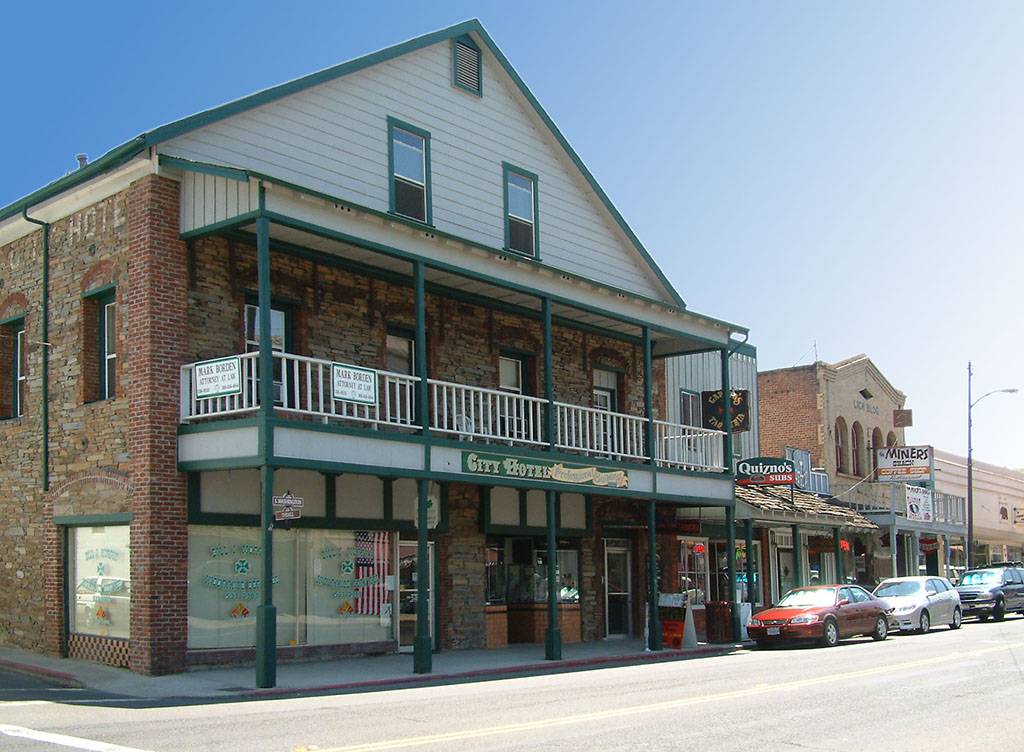
Stary miejski hotel przy Washington Street

Sonora – miasto w Kalifornii w Sierra Nevada, stolica hrabstwa Tuolumne, o powierzchni 7,9 km² zamieszkiwane przez 4423 mieszkańców (2000).
Miasto zostało założone przez meksykańskich górników w czasie gorączki złota. Miasto do dzisiaj zachowało tradycyjną architekturę, dlatego stało się miejscem kręcenia wielu filmów, między innymi Bonanzy czy Powrotu do przyszłości.